# Basil Gates
Basil Gates (Fareham, 10 maggio 1896 – Margate, 7 gennaio 1974) è stato un calciatore inglese, di ruolo difensore.

## Carriera

### Nazionale
Venne convocato nella Nazionale britannica che partecipò ai Giochi olimpici del 1920, disputò l'unica partita giocata dalla sua Nazionale in quell'edizione.